# Lista de lugares de prática religiosa em Erechim
Esta é uma lista de lugares de prática religiosa em Erechim, Rio Grande do Sul.

## Lista
| Nome                                               | Imagem | Área/ Coordenadas | Denominação/ Afiliação | 'Notas                                                                                           |
| -------------------------------------------------- | ------ | ----------------- | ---------------------- | ------------------------------------------------------------------------------------------------ |
| Catedral São José                                  |        |                   | Católica               | Construída entre 1969 e 1977, está localizada no centro da cidade e é a maior igreja de Erechim. |
| Congregação Cristã no Brasil                       |        |                   | Evangélica             |                                                                                                  |
| Igreja Episcopal Anglicana Barão do Rio Branco     |        |                   | Anglicana              |                                                                                                  |
| Igreja Batista                                     |        |                   | Batista                |                                                                                                  |
| Igreja de Jesus Cristo dos Santos dos Últimos Dias |        |                   | Mormon                 |                                                                                                  |
| Igreja do Evangelho Quadrangular                   |        |                   | Evangélica             |                                                                                                  |
| Igreja Evangélica Assembleia de Deus               |        |                   | Evangélica             |                                                                                                  |
| Igreja Evangélica Assembleia de Deus Pentecostal   |        |                   | Evangélica             |                                                                                                  |
| Igreja Evangélica de Confissão Luterana            |        |                   | Luterana               |                                                                                                  |
| Igreja Evangélica Luterana São João                |        |                   | Luterana               | Fundada em 1924, é o principal templo do luteranismo na cidade.                                  |
| Igreja Metodista                                   |        |                   | Metodista              |                                                                                                  |
| Igreja São Cristóvão                               |        |                   | Católica               |                                                                                                  |
| Igreja Nossa Senhora da Salete                     |        |                   | Católica               |                                                                                                  |
| Igreja São Pedro                                   |        |                   | Católica               |                                                                                                  |
| Seminário Nossa Senhora de Fátima                  |        |                   | Católica               |                                                                                                  |
| Sociedade Beneficente Israelita de Erechim         |        |                   | Judaica                |                                                                                                  |

## Vertambém
- Lista de instituições de ensino de Erechim